# Enthousiasme

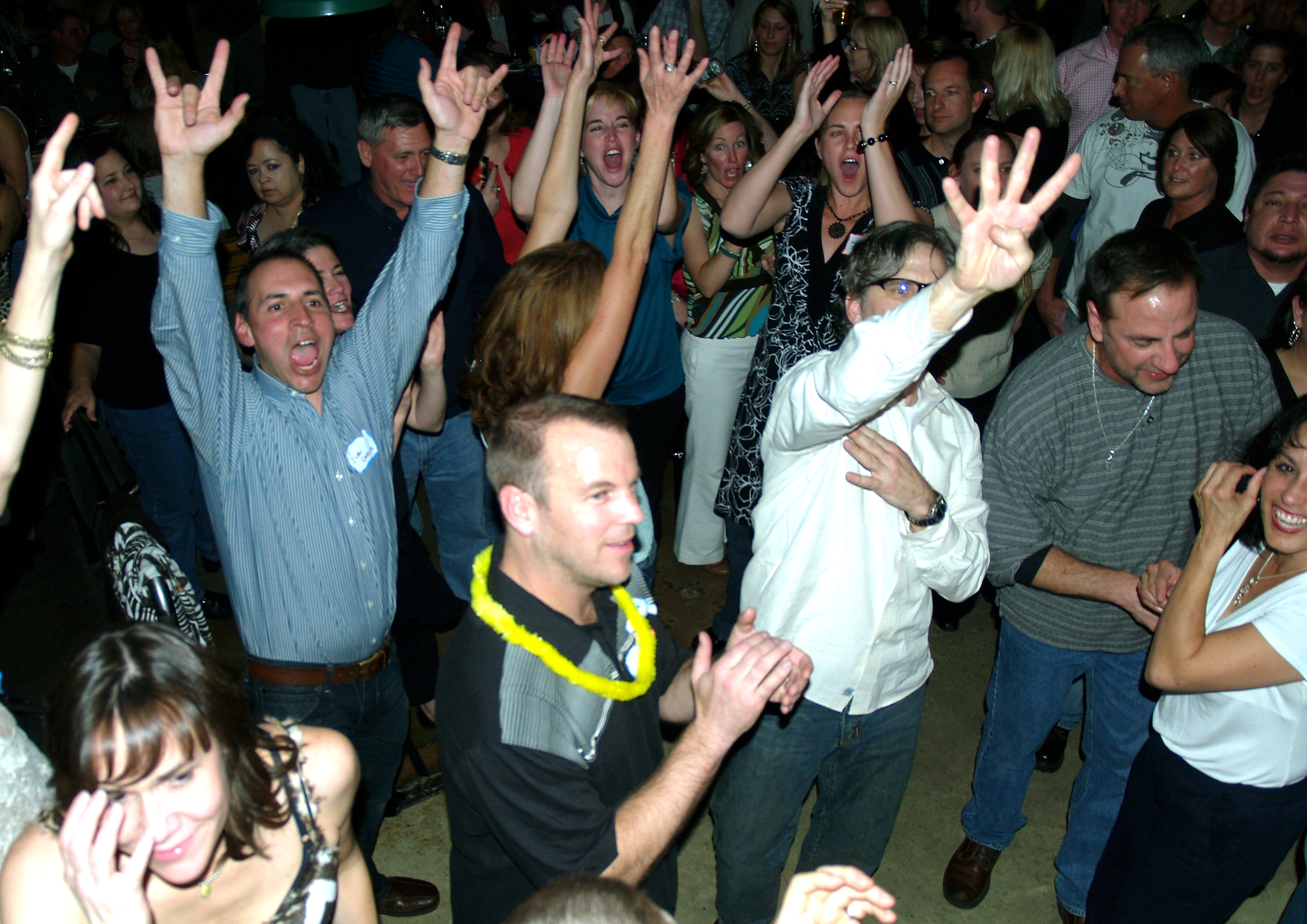
Een groep enthousiaste mensen tijdens een optreden in Colorado Springs.

Enthousiasme is een gemoedstoestand waarbij men zich levendig en uitgelaten gedraagt en een grote geestdrift en motivatie voor iets of iemand vertoont.
Het woord komt oorspronkelijk van de term Enthousiast, de omschrijving voor een persoon die zou zijn bezeten door een god. In de Griekse mythologie werd hiermee vooral geduid op een bezetenheid door Apollon (zoals in het geval van Pythia) of Dionysos (zoals in het geval van de Maenaden). Het woord is immers afkomstig van het Griekse ἔνθεος (entheos), wat zoveel betekent als van God vervuld. Tevens werd de term enthousiast in figuurlijke zin gebruikt. Zo geloofde Socrates dat enthousiasme een vorm van inspiratie voor dichters was. Verschillende protestantse sektes uit de 16e en 17e eeuw werden “Enthousiasten” genoemd.
Vandaag de dag wordt de term vooral gebruikt om het gedrag van fans en deelnemers van verschillende groepen, activiteiten en organisaties te omschrijven.
Sinds januari 2007 kent de stad Rotterdam het begrip "enthousiasmeur": iemand die zich tot doel stelt om anderen enthousiast te maken over zichzelf of over de organisatie oftewel het merk waarvoor zij werken. Een enthousiasmeur onderscheidt zich door een opvallende dosis positieve energie en daadkracht, een sprankelende aimabele persoonlijkheid en een aanstekelijke passie voor mens, stad en / of ideaal.